# Scaligera Basket Vérone
Le Scaligera Basket Verona est un club italien de basket-ball, ayant connu l'élite du championnat d'Italie, refondée en 2007 après sa disparition depuis sa mise en faillite en 2002. Le club est basé dans la ville de Vérone. Il joue en première division (Serie A) depuis 2022.

## Historique

### 1951-1982 : Des décennies dans les ligues mineures
Le Scaligera Basket a été fondé à Vérone en 1951. De 1951 à 1971, Scaligera a participé à des compétitions locales et régionales dans les ligues mineures du basket-ball italien. Au début des années 1970, un entrepreneur local, Giuseppe Vicenzi, devient le nouveau propriétaire du club et sponsorise l'équipe sous le nom de Vicenzi Biscotti, qui est devenue l'un des noms les plus reconnaissables de Scaligera. Au cours de la saison 1976–77, Scaligera atteint la Serie B. Malgré une relégation en Serie C la saison suivante, le club a pu retrouver la promotion en 1977–78. Après quelques années en Serie B, lors de la saison 1982–83, sous la direction de l'entraîneur Bruno Arrigoni, Vérone a été promue en Serie A2, la deuxième division du basket-ball italien.

### 1982-1991: Années en Serie A2 et Coupe d'Italie
Lors de la première année de Serie A2, Scaligera a dû jouer ses matches à Padoue en raison de l'absence de salle de sport à Vérone et a été relégué en Serie B. Cependant, l'équipe a regagné la Serie A2 en 1986 en retournant à Vérone. L'équipe était alors sponsorisée par Citrosil, un produit de Glaxo, une société pharmaceutique dont le siège italien était situé à Vérone et qui, grâce à la détermination de son président Mario Fertonani, a décidé de soutenir la famille Vicenzi. La relégation de 1987 a été immédiatement suivie par la promotion en Serie A2 en 1988, lorsque l'équipe a été directement sponsorisée par Glaxo. En 1989, Alberto Bucci est devenu le nouvel entraîneur principal de l'équipe, mais Scaligera n'a pas réussi à atteindre la montée lors de la saison 1989–90.
Les années en Serie A2 se terminent avec le championnat 1990-91 qui se caractérise par la première et historique montée en Serie A1 et, surtout, par la victoire en Coupe d'Italie de basket-ball, le premier trophée de Scaligera. Le 21 février 1991, Scaligera remporte la Coupe sur le score de 97-85 contre le Philips Milano. Ce succès entre dans les annales du basket-ball italien, car il s'agit de la première et jusqu'à présent de la seule coupe nationale remportée par une équipe de deuxième division. Les joueurs les plus importants de cette saison fantastique sont Russ Schoene, Tim Kempton, Sandro Brusamarello, Giampiero Savio, Riccardo Morandotti et Paolo Moretti, ainsi que le jeune ailier fort italien Alessandro Frosini.

### 1991-2002: Au sommet du basket italien
Pendant l'été, l'entraîneur Bucci quitte le club, débauché par Scavolini Pesaro. Scaligera ne parvient pas à trouver un remplaçant valable pour l'entraîneur Bucci et le championnat 1991-1992 se termine par une relégation en Serie A2. Cependant, sous la direction du nouvel entraîneur Franco Marcelletti, le club est immédiatement promu la saison suivante, grâce à des joueurs importants comme Alessandro Frosini, Davide Bonora, Henry Williams, Sylvester Gray et Giacomo Galanda. En 1993-1994, l'équipe arrive quatrième de la saison régulière et, après avoir éliminé l'Olimpia Milano 2-0 en quart de finale, Vérone est éliminée par la Virtus Bologne en demi-finale par 2-1 ; l'équipe atteint également la finale de la Coupe d'Italie, perdue contre le Benetton Treviso. En 1995, le club engage le meneur américain Mike Iuzzolino. En 1995-1996, l'équipe de Marcelletti parvient à atteindre à nouveau la finale de la Coupe d'Italie ; elle perd toutefois contre Milan.
Le club est promu en Serie A, la première division, à l'issue de la saison 2021-2022. 

## Liste des noms du club
| Saisons   | Nom             |
| --------- | --------------- |
| 1998-2002 | Müller Verona   |
| 1995-2008 | Mash Verona     |
| 1994-1995 | Birex Verona    |
| 1988-1994 | Glaxo Verona    |
| 1986-1987 | Citrosil Verona |
| 1983-1984 | Vicenzi Verona  |

## Palmarès
- Vainqueur de la Coupe Korać : 1998
- Finaliste de l'Eurocoupe : 1997
- Coupe d'Italie : 1991
- Supercoupe d'Italie : 1997

Défaites
Démi-finales Eurocoupe:1992
Glaxo - Real Madrid 71-79
Real Madrid - Glaxo 74-72
Finale Coppa Italia :1994
Benetton - Glaxo 78-61
Finale Coppa Italia:1996
Stefanel - Mash 90-72
Finale Eurocoupe:1997
Real Madrid - Mash 78-64
Promotions
En A2. 29 mai 1983: Vicenzi - Cida Porto S. Giorgio 79-75.
En A2. 25 mai 1986: Facar Pescara - Citrosil 91-96.
En A2. 14 mai 1998: Fanti Imola - Citrosil 76-86.
En A1. 25 mars 1991: Glaxo - Lotus Montecatini 88-80.
En A1. 25 mars 1993: Glaxo - Fernet Branca Pavie 88-84.
Premières rencontres
En A2. 2 octobre 1983: Benetton - Vicenzi 79-72. 
Aux play off. 7 avril 1991: Clear Cantù - Glaxo 66-62. 
En A1. 22 septembre 1991: Glaxo - Scavolini Pesaro 82-86. 
En Europe. 1er octobre 1991: Tofas Bursa - Glaxo 77-101. 
En Euroligue. 18 octobre 2000: Paok Salonique - Müller 97-94 ap.
Premières victoires
En A2. 23 octobre 1983: Vicenzi - Cottorella Rieti 85-83. 
Aux play off. 11 avril 1991: Glaxo - Clear Cantù 104-96. 
En A1. 29 septembre 1991: Ticino Siena - Glaxo 70-73.

## Joueurs célèbres ou marquants
- Spud Webb a joué une saison dans cette équipe (1997-1998)